# Sofian Chakla
Sofian Chakla (Kenitra, 2 de septiembre de 1993) es un futbolista marroquí que juega de defensa en el A. E. Larissa de la Superliga de Grecia.

## Trayectoria
Chakla debutó como futbolista sénior en 2012, cuando jugaba en el Atlético Malagueño, el filial del Málaga C. F., cuando este se encontraba en Tercera División.
En 2014 fichó por el Betis B, también de la Tercera División, con el que jugó 18 partidos y marcó 3 goles. Esto le valió para dar el salto, en julio de 2014, al Videoton de la Primera División de Hungría, haciendo su debut como profesional el 2 de noviembre de 2014.
En 2015 dejó el club húngaro para fichar por La Roda de la Segunda División B, y un año después se marcha al CD El Ejido 2012, de la misma categoría.
El 31 de mayo de 2017 fichó por la U. D. Almería "B", con el que realizó una gran temporada, al disputar 43 partidos y marcar 9 goles con el filial andaluz. Esta gran temporada le valió para fichar por la Unión Deportiva Melilla, club con aspiraciones de ascenso a Segunda División.
En 2019 fichó por el Villarreal C. F. "B", convirtiéndose en un jugador importante para el filial del conjunto castellonense pronto. Tanto fue así, que en enero de 2020 y debido a las lesiones sufridas por jugadores del primer equipo, se convirtió en miembro de pleno derecho de la primera plantilla del Villarreal C. F.
El 30 de enero de 2021 abandonó temporalmente el submarino amarillo para jugar cedido en el Getafe C. F. lo que restaba de temporada. En agosto lo hizo de manera definitiva al ser traspasado al Oud-Heverlee Leuven.
Su etapa en Bélgica finalizó en enero de 2023 y regresó a España después de fichar por la S. D. Ponferradina. No pudo ayudar al equipo a evitar el descenso a Primera Federación y a finales de junio firmó por el Sabah F. K. azerí. Disputó 71 partidos en dos años, ganando en el segundo la Copa de Azerbaiyán, y en julio de 2025 se unió al A. E. Larissa por una temporada.

## Selección nacional
Fue internacional sub-20 en cinco ocasiones con la selección de fútbol de Marruecos. Con la absoluta debutó el 30 de marzo de 2021 ante Burundi.

## Estadísticas
Actualizado al último partido disputado el 24 de mayo de 2025.
| Club                             | Div.          | Temporada     | Liga  | Liga  | Copas nacionales | Copas nacionales | Copas internacionales | Copas internacionales | Total | Total |
| Club                             | Div.          | Temporada     | Part. | Goles | Part.            | Goles            | Part.                 | Goles                 | Part. | Goles |
| -------------------------------- | ------------- | ------------- | ----- | ----- | ---------------- | ---------------- | --------------------- | --------------------- | ----- | ----- |
| Atlético Malagueño · España      | 3.ª           | 2012-13       | 17    | 0     | —                | —                | —                     | —                     | 17    | 0     |
| Atlético Malagueño · España      | 3.ª           | 2013-14       | 4     | 2     | —                | —                | —                     | —                     | 4     | 2     |
| Atlético Malagueño · España      | Total club    | Total club    | 21    | 2     | 0                | 0                | 0                     | 0                     | 21    | 2     |
| Real Betis Balompié "B" · España | 3.ª           | 2013-14       | 18    | 3     | —                | —                | —                     | —                     | 18    | 3     |
| Real Betis Balompié "B" · España | Total club    | Total club    | 18    | 3     | 0                | 0                | 0                     | 0                     | 18    | 3     |
| Videoton F. C. · Hungría         | 1.ª           | 2014-15       | 6     | 0     | 12               | 0                | —                     | —                     | 18    | 0     |
| Videoton F. C. · Hungría         | Total club    | Total club    | 6     | 0     | 12               | 0                | 0                     | 0                     | 18    | 0     |
| La Roda C. F. · España           | 2.ª B         | 2015-16       | 23    | 0     | —                | —                | —                     | —                     | 23    | 0     |
| La Roda C. F. · España           | Total club    | Total club    | 23    | 0     | 0                | 0                | 0                     | 0                     | 23    | 0     |
| C. D. El Ejido 2012 · España     | 2.ª B         | 2016-17       | 23    | 1     | —                | —                | —                     | —                     | 23    | 1     |
| C. D. El Ejido 2012 · España     | Total club    | Total club    | 23    | 1     | 0                | 0                | 0                     | 0                     | 23    | 1     |
| U. D. Almería "B" · España       | 3.ª           | 2016-17       | 2     | 1     | —                | —                | —                     | —                     | 2     | 1     |
| U. D. Almería "B" · España       | 3.ª           | 2017-18       | 42    | 6     | —                | —                | —                     | —                     | 42    | 6     |
| U. D. Almería "B" · España       | Total club    | Total club    | 44    | 7     | 0                | 0                | 0                     | 0                     | 44    | 7     |
| U. D. Melilla · España           | 2.ª B         | 2018-19       | 30    | 2     | 3                | 0                | —                     | —                     | 33    | 2     |
| U. D. Melilla · España           | Total club    | Total club    | 30    | 2     | 3                | 0                | 0                     | 0                     | 33    | 2     |
| Villarreal C. F. "B" · España    | 2.ª B         | 2019-20       | 21    | 1     | —                | —                | —                     | —                     | 21    | 1     |
| Villarreal C. F. "B" · España    | Total club    | Total club    | 21    | 1     | 0                | 0                | 0                     | 0                     | 21    | 1     |
| Villarreal C. F. · España        | 1.ª           | 2019-20       | 2     | 0     | 1                | 0                | —                     | —                     | 3     | 0     |
| Villarreal C. F. · España        | 1.ª           | 2020-21       | 1     | 0     | 2                | 1                | 0                     | 0                     | 3     | 1     |
| Villarreal C. F. · España        | Total club    | Total club    | 3     | 0     | 3                | 1                | 0                     | 0                     | 6     | 1     |
| Getafe C. F. · España            | 1.ª           | 2020-21       | 11    | 0     | ―                | ―                | ―                     | ―                     | 11    | 0     |
| Getafe C. F. · España            | Total club    | Total club    | 11    | 0     | 0                | 0                | 0                     | 0                     | 11    | 0     |
| Oud-Heverlee Leuven · Bélgica    | 1.ª           | 2021-22       | 17    | 0     | 3                | 0                | ―                     | ―                     | 20    | 0     |
| Oud-Heverlee Leuven · Bélgica    | 1.ª           | 2022-23       | 0     | 0     | 0                | 0                | ―                     | ―                     | 0     | 0     |
| Oud-Heverlee Leuven · Bélgica    | Total club    | Total club    | 17    | 0     | 3                | 0                | 0                     | 0                     | 20    | 0     |
| S. D. Ponferradina · España      | 2.ª           | 2022-23       | 13    | 0     | ―                | ―                | ―                     | ―                     | 13    | 0     |
| S. D. Ponferradina · España      | Total club    | Total club    | 13    | 0     | 0                | 0                | 0                     | 0                     | 13    | 0     |
| Sabah F. K. Azerbaiyán           | 1.ª           | 2023-24       | 32    | 3     | 2                | 0                | 4                     | 0                     | 38    | 3     |
| Sabah F. K. Azerbaiyán           | 1.ª           | 2024-25       | 24    | 2     | 5                | 0                | 4                     | 0                     | 33    | 2     |
| Sabah F. K. Azerbaiyán           | Total club    | Total club    | 56    | 5     | 7                | 0                | 8                     | 0                     | 71    | 5     |
| A. E. Larissa · Grecia           | 1.ª           | 2025-26       | 0     | 0     | 0                | 0                | ―                     | ―                     | 0     | 0     |
| A. E. Larissa · Grecia           | Total club    | Total club    | 0     | 0     | 0                | 0                | 0                     | 0                     | 0     | 0     |
| Total carrera                    | Total carrera | Total carrera | 286   | 21    | 28               | 1                | 8                     | 0                     | 322   | 22    |
| 1. 2.                            |               |               |       |       |                  |                  |                       |                       |       |       |

## Palmarés

### Títulos nacionales
| Título             | Club        | País       | Año  |
| ------------------ | ----------- | ---------- | ---- |
| Copa de Azerbaiyán | Sabah F. K. | Azerbaiyán | 2025 |